# 鐵鉉
鐵鉉（1366年—1402年），字鼎石，河南鄧州（今鄧州市）人，元代色目人後裔，明惠帝時大臣，在靖難之變後不肯投降造反奪位的燕王朱棣，被施以磔刑、油炸而死。後人在各地有鐵公祠以祀之。南明時，追赠太保、諡忠襄，清朝乾隆時諡忠定。

## 生平

### 早年
明太祖洪武時期，以太學生授禮科給事中，後調任都督府斷事。曾经审理疑案，并迅速破案。明太祖十分高兴，赐其表字为“鼎石”。建文初年，铁铉为山东承宣布政使司参政。李景隆率军北伐燕王朱棣时，铁铉督送军饷，从未中断。建文三年（1400年），李景隆兵败白沟河，一人骑马逃往德州，守城将士均望风而溃。铁铉与参军高巍为此感憤，痛哭流涕，自临邑直趋济南，偕同盛庸、宋参军等誓死相守。燕兵进攻德州，李景隆投奔铁铉。德州陷落，燕兵获其储蓄百余万，势头更猛，于是进攻济南。李景隆又大败，往南而逃。

### 抗击燕军
五月，朱棣命令陳旭留守德州，自己則親率燕军進攻济南。铁铉与盛庸等倚城抵御，朱棣射信入城招降，未果。五月十七日，燕軍掘開河堤，放水灌城。鐵鉉見勢不妙，決定派千人詐降。朱棣大喜，燕军将士都为此欢呼。铁铉命勇士埋伏在城墙上，待朱棣进入，便抛下铁板袭击他，并另外设伏断桥。不久失约，朱棣还未入城，铁板便突然被抛下，朱棣大惊而逃。伏兵暴露，桥在仓促之间也未截断，朱棣策马奔驰而去。朱棣十分气愤，決定使用大砲攻城。鐵鉉在一些木牌上寫了「高皇帝神牌」幾個字并掛在城頭，燕軍只得停止砲擊。围城共三个多月，可济南终固守不下。正在当时，平安统兵二十万，打算收复德州，以绝燕兵运饷之路。燕王畏惧，便解围北归。
朱棣自起兵以来，进攻真定，二日不下，便捨它而去。唯独认为获得济南便可截断南北通道，就地划疆而守，应天府不难谋取，因此便乘大破李景隆锐气之机，全力以攻，希望一定要攻取济南，但却为铁铉所挫。建文帝闻此大悦，遣官前往慰劳，赏赐金币，封其三世。铁铉入宫拜谢，建文帝又赐宴招待。凡是铁铉的建议都予以采纳。铁铉被提升为山东左布政使。十二月，进升兵部尚书。
建文帝以盛庸代替李景隆为平燕将军，命铁铉参与军务。这年冬天，盛庸在东昌大败朱棣，斩其大将张玉。朱棣逃回北平。从此以后，燕兵都由徐州、沛县南下，不敢再取道山东。
当燕兵日益进逼时，建文帝命辽东总兵官杨文率所部十万前去与铁铉会合，断绝燕兵后路。杨文军至直沽，为燕将宋贵等所败，无一到达济南。建文四年（1402年）四月，燕军在小河之南与中央军交战，铁铉与诸将时有斩获。双方连战于灵璧，平安等兵溃被擒。之後盛庸也败绩。燕兵渡江，铁铉屯兵淮上，军队也溃败。

### 不屈而亡
不久朱棣在南京即位，铁铉兵败被俘，不肯投降，背坐於朝廷之中，辱骂朱棣不止。朱棣命他轉身面對自己，铁铉却始终不聽話，朱棣一怒之下，命人割下他的耳鼻，他依然不肯回顾。朱棣下令灼烧他的肉後，割下來，並塞入其口中，并问：“好喫麼？”铁铉厉声回答：“忠臣孝子之肉，怎麼會不好喫呢！”朱棣更生氣，于是對他施以磔刑，铁铉至死骂不绝口。铁铉死後，朱棣命人以熱油烹炸其屍身，過程中朱棣曾使宦官們用鐵棒把屍體架起來，並轉向而朝著自己跪拜，但因熱油突然濺起，燙傷了許多宦官，只好作罷，遂把铁铉埋葬。

## 身后
铁铉之妻杨氏及女兒被沒入教坊司，成為官妓，儿子铁福安被發配到廣西河池充軍，83岁的父亲铁仲名和母亲薛氏被流放到海南。
明成祖朱棣雖然對他酷刑，但卻對群臣讚其忠義。明神宗初，下詔“祀建文朝盡節諸臣與鄉”，修鐵鉉等七位建文忠臣之廟。南明弘光帝时，追贈鐵鉉為太保，並追谥曰“忠襄”。清高宗追諡曰“忠定”。在山東諸地，有諸多「鐵公」祠廟，皆是祭奉鐵鉉。濟南大明湖畔建有“铁公祠”，济南人更視其為鄉土神或城隍爺。閩南人則尊之為王爺神，稱方孝孺、鐵鉉、景清為三府千歲。

## 延伸阅读
[在维基数据编辑]
 《國朝獻徵錄·卷之三十八》，出自焦竑《國朝獻徵錄》
 《明史卷一百四十二》，出自《明史》
 在维基共享资源阅览影像